# Bondigoux
Bondigoux é uma comuna francesa na região administrativa de Occitânia, no departamento de Alta Garona. Estende-se por uma área de 7,46 km². Em 2010 a comuna tinha 618 habitantes (densidade: 82,8 hab./km²).

## Monumentos

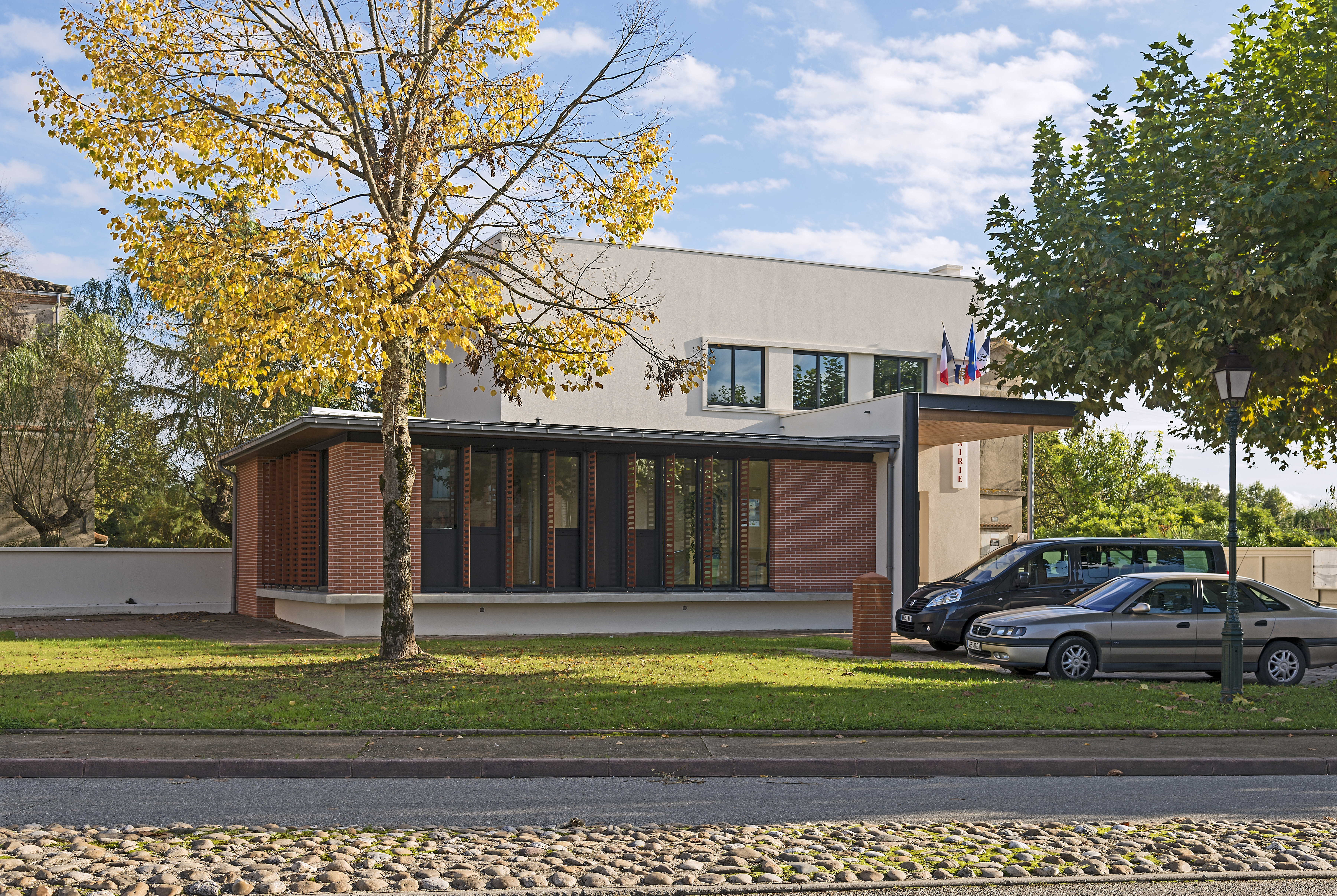
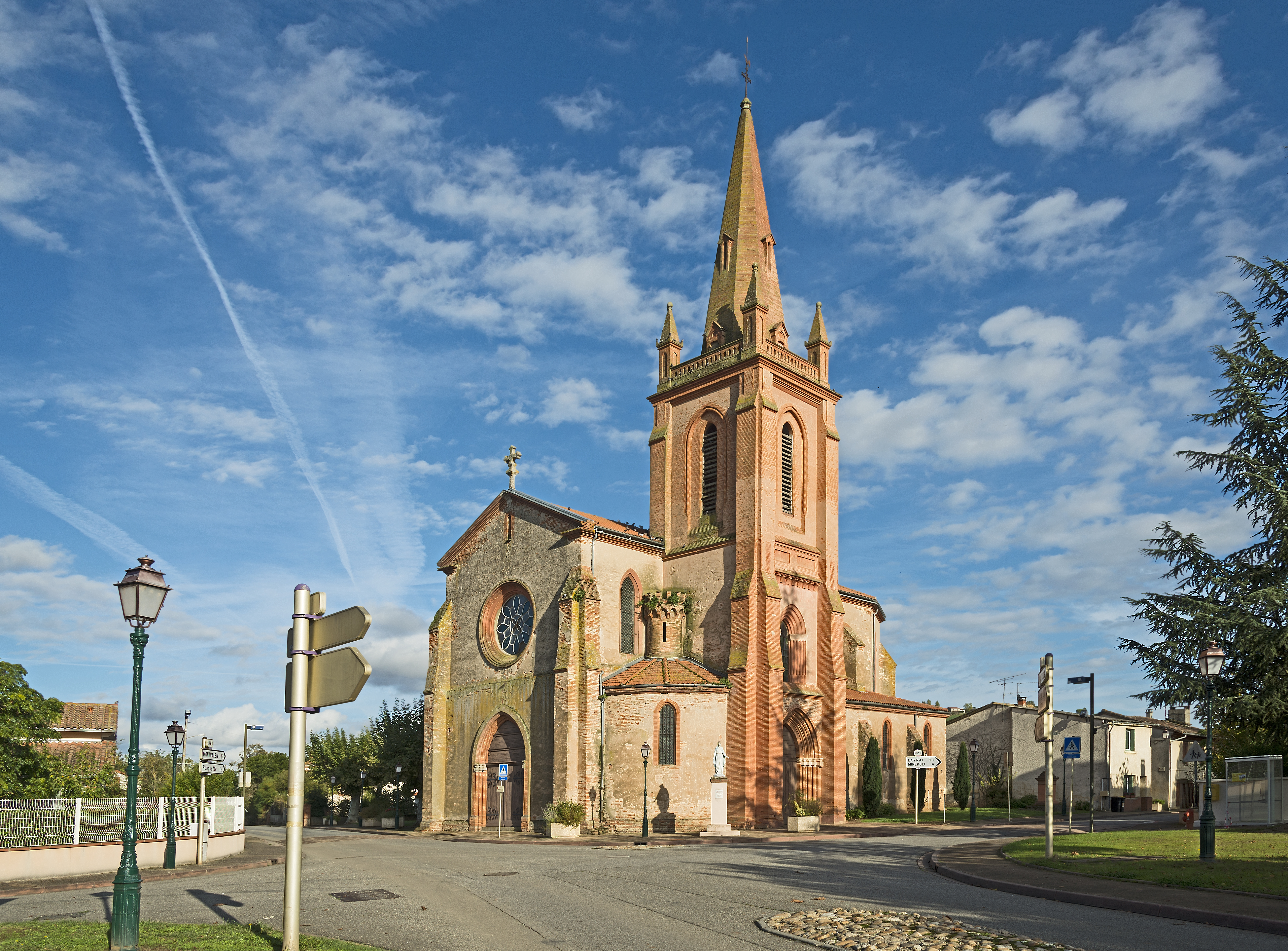
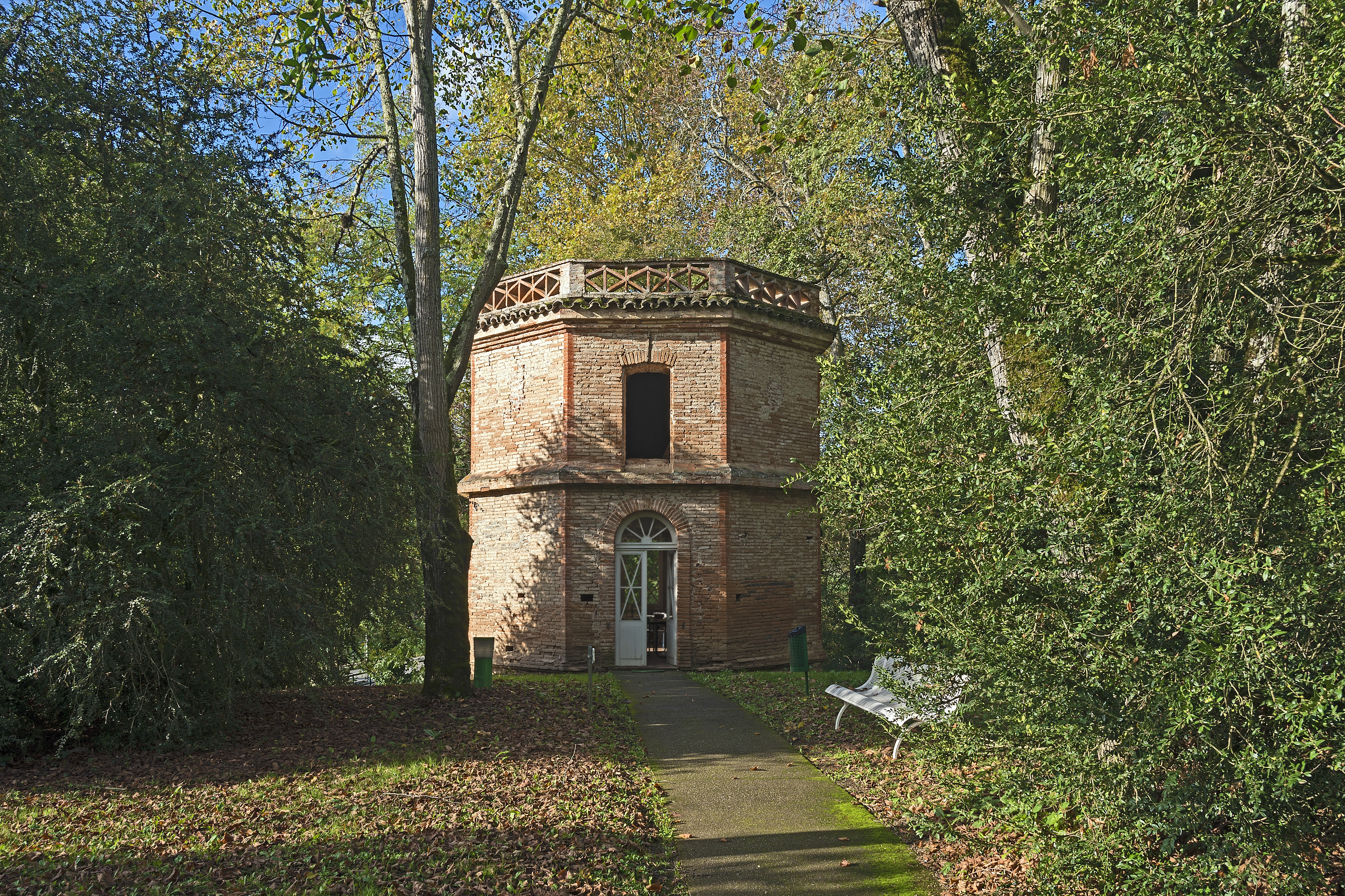